# Перехідний уряд Ефіопії
Перехідний уряд Ефіопії (амх. የኢትዮጵያ ሽግግር መንግስት) — вищий орган державної влади, який існував у період виходу країни з економічної та політичної кризи у 1991—1996 роках. Завдяки цьому уряду відбувся реформований перехід із соціалістичного ладу в демократичний. В 1996 році було створено Федеративну Демократичну Республіку Ефіопію (амх. የኢትዮጵያ ፌዴራላዊ ዲሞክራሲያዊ ሪፐብሊክ).

## Історія
Розростання внутрішнього збройного конфлікту призвело до повалення режиму Менгісту Хайле Маріам в травні 1991 р. Вищим органом державної влади став Перехідний уряд Ефіопії, який одразу оголосив про повернення до принципів плюралістичної демократії. У грудні 1994 р. Конституційна асамблея прийняла новий основний закон країни, який вступив в дію в серпні 1995 р. Згідно з Конституцією була заснована парламентська форма республіканського правління. Парламент Ефіопії (Федеральні збори) складався з двох палат: Рада народних депутатів і Рада Федерації. Федеральні збори Ефіопії обиралися на п'ять років. Збори обирали главу держави — Президента — на п'ятирічний термін. Прем'єр-міністр також обирався парламентом, який затверджує склад уряду.
В Ефіопії державне керівництво в 1974—1987 рр. належало Тимчасовій військовій адміністративній раді, голова якого був одночасно главою уряду і головнокомандувачем Збройними силами. Однак фактично склався в Ефіопії військово-авторитарний режим, який не зумів розв'язати гострі етнонаціональні проблеми й був повалений. У 1995 р. в Ефіопії була утверджена нова Конституція, що заснувала парламентарну республіку з широкими повноваженнями прем'єр-міністра і федерацію, у складі якої було дев'ять штатів. Національності, що утворювали штати, мають право виходу з федерації.

## Основне джерело права
Основним джерелом права в Ефіопії є законодавство та інші нормативні правові акти, [[І
пархія|ієрархію]] яких утворюють федеральна Конституція, федеральні закони, конституції і закони штатів, постанови (директиви, декрети) Ради міністрів, підзаконні акти інших органів влади.
Згідно з Конституцією 1994 міжнародні угоди, ратифіковані Ефіопією, є складовою частиною національного права (п. 4 ст. 9). Ілюмінація основних прав і свобод має відповідати принципам міжнародних документів: Загальної декларації прав людини, міжнародних пактів про права людини, конвенціям з гуманітарного права і принципам міжнародних актів, які Ефіопія сприйняла або ратифікувала (п. 2 ст. 13).
Звичай також залишався найважливішим джерелом багатьох галузей права Ефіопії. Конституція допускає і визнає існування спеціальних судів звичаєвого права. Щодо мусульманського населення використовуються мусульманська правова доктрина і інші джерела мусульманського права. Існування мусульманських судів також прямо допускається Конституцією.